# Dentiovula rutherfordiana
Dentiovula rutherfordiana là một loài ốc biển, là động vật thân mềm chân bụng sống ở biển trong họ Ovulidae.

## Hình ảnh

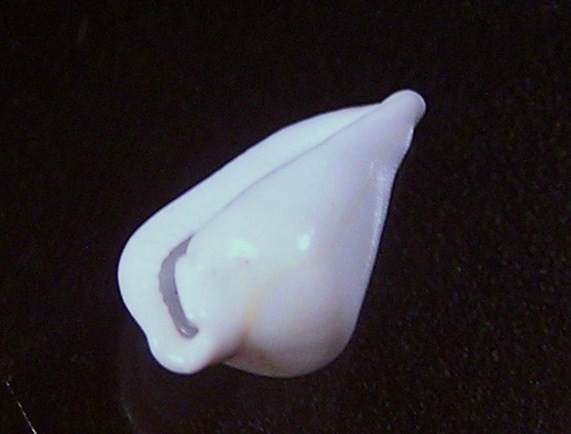
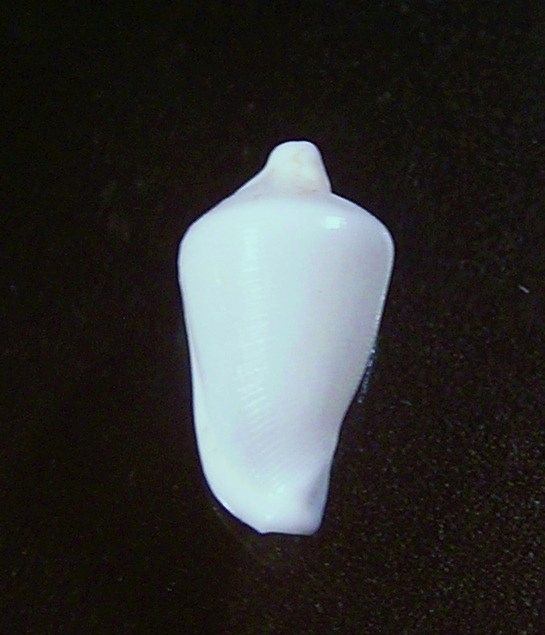